# 红原沙蜥
红原沙蜥（学名：Phrynocephalus hongyuanensis）为鬣蜥科沙蜥属的爬行动物。在中国大陆，分布于四川等地，多生活于镶嵌在亚高山草甸草原中的沙丘间、海拔高约3500m以及植被稀疏而低矮。该物种的模式产地在四川红原。